# Semi Precious Weapons
Semi Precious Weapons to amerykański zespół pochodzący z Nowego Jorku grający glam rocka, garage rocka oraz rocka alternatywnego. W początkowym składzie znajdowali się Justin Tranter jako wokalista, Cole Whittle jako basista, Dan Crean grający na perkusji, a także gitarzysta Aaron Lee Tasjan, którego później zastąpił Stevy Pyne. Zespół gra ich własny "Filthy Glamour" (ordynarny/nieprzyzwoity splendor) rodzaj muzyki rockowej. Muzycy obrali także filozofię "Dirty Showbiz" (nieczysty show biznes).

## Historia
Semi Precious Weapons założony został w 2004 r. przez absolwentów Berklee College of Music Trantera, Whittle'a, Creana i Tasjana. W roku 2007 niegdysiejszy manager BP Fallon namówił Tony'ego Visconti by wyprodukował ich pierwszą płytę długogrającą, We Love You. Sfinansowany ze sprzedaży biżuterii Trantera, pierwotnie album wydany został jako darmowy - do ściągnięcia z Internetu.
W październiku 2008 r. zespół porozumiał się z niezależną wytwórnią Razor & Tie i wydał swój album zatytułowany We Love You

26 listopada 2010 zespół wystąpił w hali Ergo Arena w Sopocie jako support przed występem Lady Gagi, która występowała wraz ze swoim zespołem podczas The Monster Ball Tour w Polsce.

## Skład

### Aktualni członkowie
- Justin Tranter – wokal
- Cole Whittle – bass
- Dan Crean – perkusja
- Stevy Pyne – gitara

### Byli członkowie
- Aaron Lee Tasjan – gitara

## Dyskografia

### EP
- The Precious EP
- The Magnetic EP

### Płyty długogrające
- We Love You (2008)
- You Love You (2010)

## Teledyski
- Semi Precious Weapons
- Her Hair Is on Fire
- Magnetic Baby
- Rock n Roll Never Looked So Beautiful
- Aviation High